# Simopone emeryi
Simopone emeryi är en myrart som beskrevs av Auguste-Henri Forel 1892. Simopone emeryi ingår i släktet Simopone och familjen myror. Inga underarter finns listade i Catalogue of Life.

## Bildgalleri

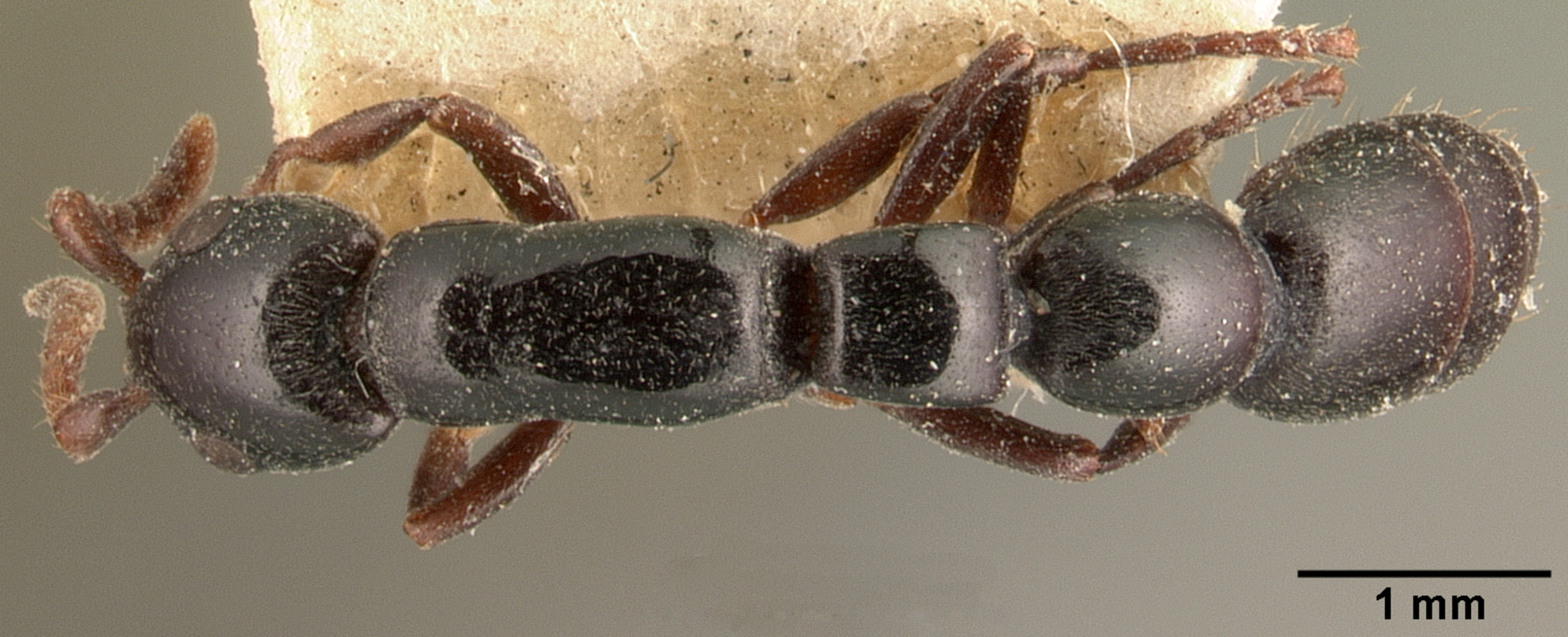
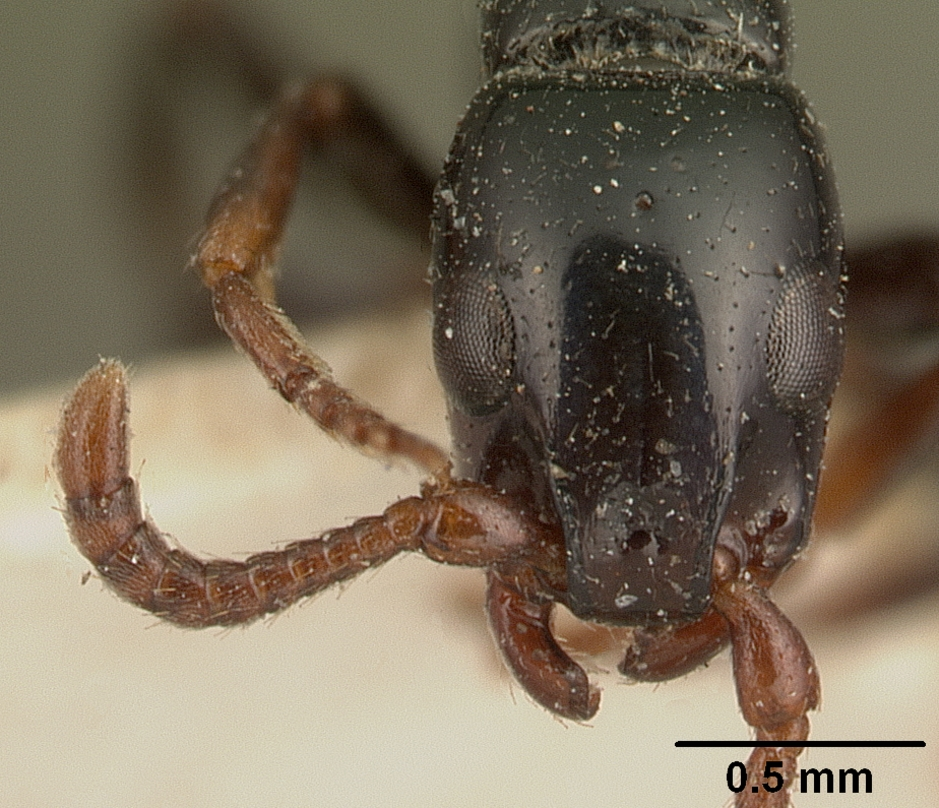
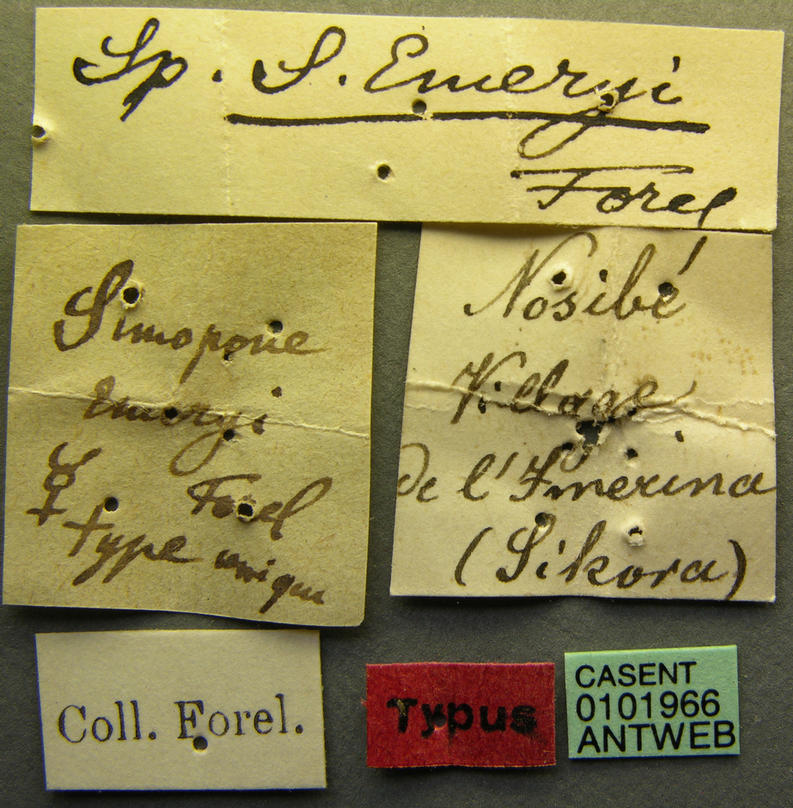
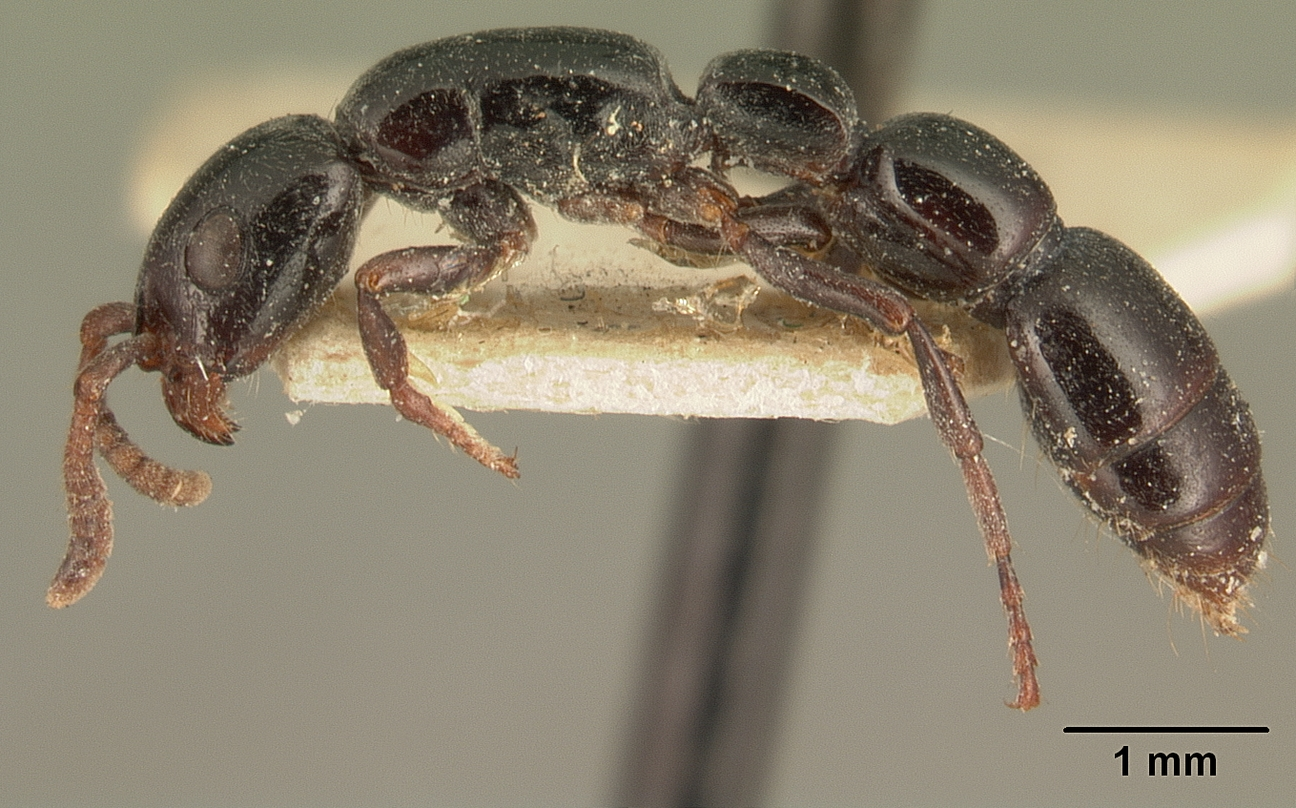